# Strój kurpiowski Puszczy Białej
Strój kurpiowski Puszczy Białej – odświętny strój ludowy Kurpiów Białych, grupy etnograficznej z obszaru Mazowsza.

## Historia
Strój wykształcił się na przełomie XVIII i XIX w. i choć w końcu XIX stulecia różnice między ubiorem ludności kurpiowskiej Puszczy Białej i Puszczy Zielonej były znaczne, to stroje miały – i do dziś mają – podobne kroje i elementy składowe. Stroje kurpiowskie obu puszcz to odmiany stroju mazowieckiego. Szczególnie strój męski grupy pułtuskiej Puszczy Białej jest podobny do stroju męskiego Puszczy Zielonej.
Strój kurpiowski w Puszczy Białej nie obejmował całego jej zasięgu, tak jak osadnictwo kurpiowskie. Z czasem narastały różnice między pułtuską i ostrowską (wyszkowsko-ostrowską) częścią Puszczy Białej (grupy wykształciły się w wyniku podziałów administracyjnych), co przekładało się na różnice w strojach. Strój kurpiowski Puszczy Białej w najstarszej formie przetrwał w grupie ostrowskiej. W pułtuskiej szybciej się unowocześnił.
Ubiór Kurpiów Puszczy Białej przetrwał w znikomym stopniu, ale w XXI w. przeżywa renesans m.in. dzięki działalności organizacji pozarządowych. Można go zobaczyć na uroczystościach świeckich i kościelnych. Poza tym w 2022 r. haft kurpiowski Puszczy Białej wpisano na Krajową Listę Niematerialnego Dziedzictwa Kulturowego.

## Charakterystyka

### Strój mężczyzn
Mężczyźni nosili białą samodziałową koszulę, granatowe sukienne portki wpuszczone w cholewy butów, granatowy krótki lejbzik bez kołnierza, sięgający bioder i zapinany na dwa rzędy guzików. Zimą zakładano wełniane siwe portki, czarną lub granatową kamizelę z partu tkanego z bawełniano-lnianych nici, zapinaną na guziki i ściągniętą na plecach paskiem z tego samego materiału albo zmarszczoną, marynarkę (letniak) z ciemnej wełnianej lub bawełnianej tkaniny podbitej podszewką i sukmanę (ciamarę) z siwego samodziału obszytą czarną taśmą i zapinaną na guziki. W grupie ostrowskiej noszono sukmany z potrzebami (gładki tył poszerzany na dole przez wstawienie klinów, kieszenie ukośnie nacięte z obu stron sukmany, tylko rozcięte obszyte taśmą), w pułtuskiej – sukmanę z chlapkami (dolna tylna część fałdowana, kieszenie górne przykryte klapkami z podwójnym wycięciem). Oba typy sukman miały z tyłu od pasa rozcięcie. Przyszywano kołnierz, klapy i mankiety, a całość podbijano samodziałową podszewką.
Do końca XIX w. Kurpie Biali nosili bawełniano-wełniano-lniane portki w bronzki, czyli w paski (biały, czerwony, czarny i żółty – najczęściej stosowany układ). Potem upowszechniły się jednobarwne sukieniaki w tym samym kolorze co sukmany. Bywały też portki z bronzeckami z lnianej białej osnowy i bawełnianego wątku z białej i czarnej nitki. Na portki – zwane sagatysami – używano sagatu, czyli tkaniny z białą lnianą osnową i czarnym lnianym lub bawełnianym wątkiem. Szyto też portki z sukna tłuścinnego, czyli białego i grubego. Portki zapinano na drewniany wystrugany kołeczek (knebelek), noszono też paski z surowej skóry albo konopne sznurki.
Na głowie przez cały rok noszono granatową sukienną czapkę z lakierowanym daszkiem, nad którym był czarny pasek przypięty z obu stron na dwa czarne okrągłe guziki. Młodzi chłopcy nosili rondelki – okrągłe granatowe czapki z sukna, obramione czarnym barankiem, podobne do czapek szlachty zagrodowej. Na nogi zakładano buty z cholewami zaprasowanymi na mokro na jeden z dwóch sposobów: albo na kant (fałdy mijały się), albo na obarzanek (opasanie cholewy czterema wałkami). Biedniejsi na nogach okręconych w lniane miękkie onuce nosili chodaki z bydlęcej skóry zawiązywane na konopne sznurki, zwane buśkami – nazwy kurpie nie znano. Latem zaś, pracując, chodzono boso. W obejściu noszono buśki-treple na drewnianej podeszwie, często robione z cholew starych butów. Rzadko noszono słomkowe kapelusze.
Portki letnie były samodziałowe, białe. Zimą i w chłodne dni donaszano stare ubrania albo chodzono w portkach z grubszego płótna ufarbowanego na ciemny kolor. Ciamarę zastępowano watowaną kamizelką z rękawami lub sukmaną z samodziału na miejską modę. W mrozy czasem noszono sięgające kolan jasnobrązowe kożuchy ze skór czarnych baranów, bez zapięcia, i czarną stożkową barankową czapkę zwaną majdanem. Koło Ostrowi Mazowieckiej noszono krótkie białe wcięte kożuchy bez kołnierza. Rękawice robiono z wełny z jednym palcem, często też z samodziału.
Męski strój weselny (świąteczny) obejmował: samodziałową lnianą koszulę z wąskim haftowanym kołnierzem wiązaną na czerwony fafurek (wstążkę), do tego jasne samodziałowe portki z wełny biało-szarej, czamarę obszytą czarną taśmą i zygzakiem z czarnej taśmy na dole. Mężczyzna przepasywał się czerwonym wełnianym pasem – końce zwisały z przodu, po bokach. Zakładano czarne buty z cholewami zaprasowanymi w obarzanek. Głowę nakrywano czapką na cztery prawdy z popielatego samodziału, obszytą czarnym lub siwym barankiem. Z prawej strony do czapki mocowano bukiet kwiatów i wstążkami o długości łokcia. Drużbowie ubierali się podobnie, z tym że bukiet przypisali z lewej strony czapki. Sukmany świąteczne robiono z białego sukna (Pułtuskie) albo z trząski – szarej wełny pomieszanej z białą przed sprzędzeniem. Świąteczne męskie koszule Kurpiów z Puszczy Białej miały dawniej na kołnierzyku biały haft.

### Strój kobiet
Kobiety nosiły samodziałowe koszule typu przyramkowego sięgające kolan. Przód, tył i rękawy szyto z bielonego płótna lnianego, zaś kołnierz, mankiety i czasem przyramki – z podwójnie złożonego płótna samodziałowego w połowie lub w całości bawełnianego, natomiast dół koszuli (nadołek lub odziemek) z grubszego tłuścinnego płótna. Koszula z przodu miała rozcięcie i była zapinana na guzik lub wiązana na wstążkę. Kołnierz i mankiety obszywano ząbkami z tasiemki, a później – w grupie ostrowskiej – wąską koronką klockową wykonaną białą nicią i podkreślającą linię nicią czerwoną. Koszule w grupie ostrowskiej i pułtuskiej były identyczne, różniły się tylko szerokością rękawów, przyramków, kołnierza i mankietów, co wynikało z bogatszego haftu w grupie pułtuskiej. Koronka na mankietach koszul świątecznych sięgała połowy dłoni. Rzadko noszono koszule z mankietami z cienkiego batystu albo muślinu, a jeśli były, to ozdobę gęsto marszczono, a potem pokrywano haftem. Od strony dłoni zostawiano fryzkę, zastępnik koronki.
Na koszulę kobiety nakładały kitel lub kitloch – nie sięgającą kostek spódnicę (kieckę) z przyszytym do niej dopasowanym stanikiem (kabatem). W pasie zawiązywano fartuch sięgający kolan (grupa ostrowska) lub równy ze spódnicą (grupa pułtuska).
Ozdobę stanowiło kilka sznurów korali i zawiązana na głowie na okrągło chustka. W święta była to wełniana kolorowa chustka ozdobiona różami i dużymi frędzlami, tzw. salinówka, na co dzień noszono chustki perkalowe kupowane na targu. Mężatki upinały warkocz szpilkami z ozdobami i drobnymi kwiatami.
Gdy było chłodno, zakładano kaftan wolny lub okrywano się fartuchem od przyodziewku. W grupie pułtuskiej spod rękawa kaftana wystawał haftowany mankiet koszuli. Zimą okrywano się buronkami lub dywanami, a w grupie pułtuskiej watowanymi angierkami na podszewce z samodziałowego płótna w kratę. Szyto je z czarnej gładkiej fabrycznej tkaniny, miała ok. 1 m długości i sięgała kolan, nie miała kołnierza, zapinano ją z przodu na duże haftki. Była dopasowana do figury i układała się w szerokie fałdy przez wszycie wachlarzowatych klinów – obwód angierki u dołu miał ok. 2,5 m. Kołnierz zakończony był ostrym szpicem na plecach. Angierkę zdobiono jak kaftan wolny, a rękawy obu były identyczne. Wykończeniem przybrania były białe lub różowe guziki umieszczone na wierzchołkach trójkątów lub komórki komponowane z marszczonej tasiemki, koralików albo cekinów. Wzory umieszczano też na fałdach w pasie. Angierka nie jest elementem stroju właściwym Kurpiom Białym, znajdujemy je na Litwie, u łowickim Księżaków i w Opoczyńskiem.
Uroczystym nakryciem głowy mężatek był czepek z tiulu bawełnianego zdobiony białym haftem. W grupie pułtuskiej nazywano go cypkiem ze skrzydłami, w grupie ostrowskiej cypkiem z kacurem. Taki cepek zwano kurpieckim w odróżnieniu do późniejszych cepków ślacheckich. Używano ich do ok. 1900. Czepek składał się z głowy (kawałek tiulu lub batystu zmarszczony i ściągniętego sznurkiem, zakrywający głowę, zakończony przy twarzy karbowaną fryzką z koronki – langietką, pozbawiony ozdób) i skrzydeł (trapezoidalny płat tkaniny doszyty do głowy, luźno opadający na ramiona). Na czepek nakładano chustkę salinówkę złożoną na dwa nierówne trójkąty z zakładem po przekątnej i zawiązaną w mocny węzeł na karku tak, że było widać fryzkę, ale nie włosy. Dawniej węzeł wiązano na czubku głowy, później z tyłu, ukrywając go pod rozłożonym końcem chustki. Starsze kobiety nosiły chustki lilowe, pieprzowe lub na dnie czarnym, młode – na dnie pomarańczowym, czerwonym, zielonym lub modrym. Z kolei cypek ślachecki, upowszechniony po 1900 r., to wąski romboidalny pas podwójnie złożonego tiulu obszyty drobno karbowaną fryzką z koronki. Siarfy układano tak, by kokarda była równa i symetrycznie zawiązana pod brodą. Gotowe zakupione czepki w całości zdobiono haftem (w cepkach z kacurem nie haftowano główki), a skrzydła obszywano białą bawełnianą koronką.

### Zdobienia
W Puszczy Białej upowszechnił się haft biały na bawełnianym tiulu zdobiący czepki. Białą nicią nanoszono zgeometryzowane i podporządkowane strukturze materiału wzory (szlaczki, listki i gwiazdki). Haft kolorowy na białym lub szarym płótnie wykonywano czerwoną i czarną muliną – stanowił zdobienie koszul (mankiety, przyramki, kołnierze). Haftowano z wykorzystaniem stębnówki, ściegu dziurkowanego, zygzakowego i łańcuszkowego, jodełki, śnurecka, łańcuszka i ściegu atłaskowego. Wśród motywów można wskazać zielka, półkola, łapki, pieski i kuloski. Haft na koszulach grupy pułtuskiej był biały (na koszulach ślubnych), mieszany (na kołnierzu biały, a na mankietach czerwony) albo – najczęściej – czerwony podkreślony czarną nicią. Nanoszono go na kołnierz, mankiet i linię łączącą rękaw z przyramkiem (w koszulach z grupy pułtuskiej linia ta opadała na ramiona).

## Galeria

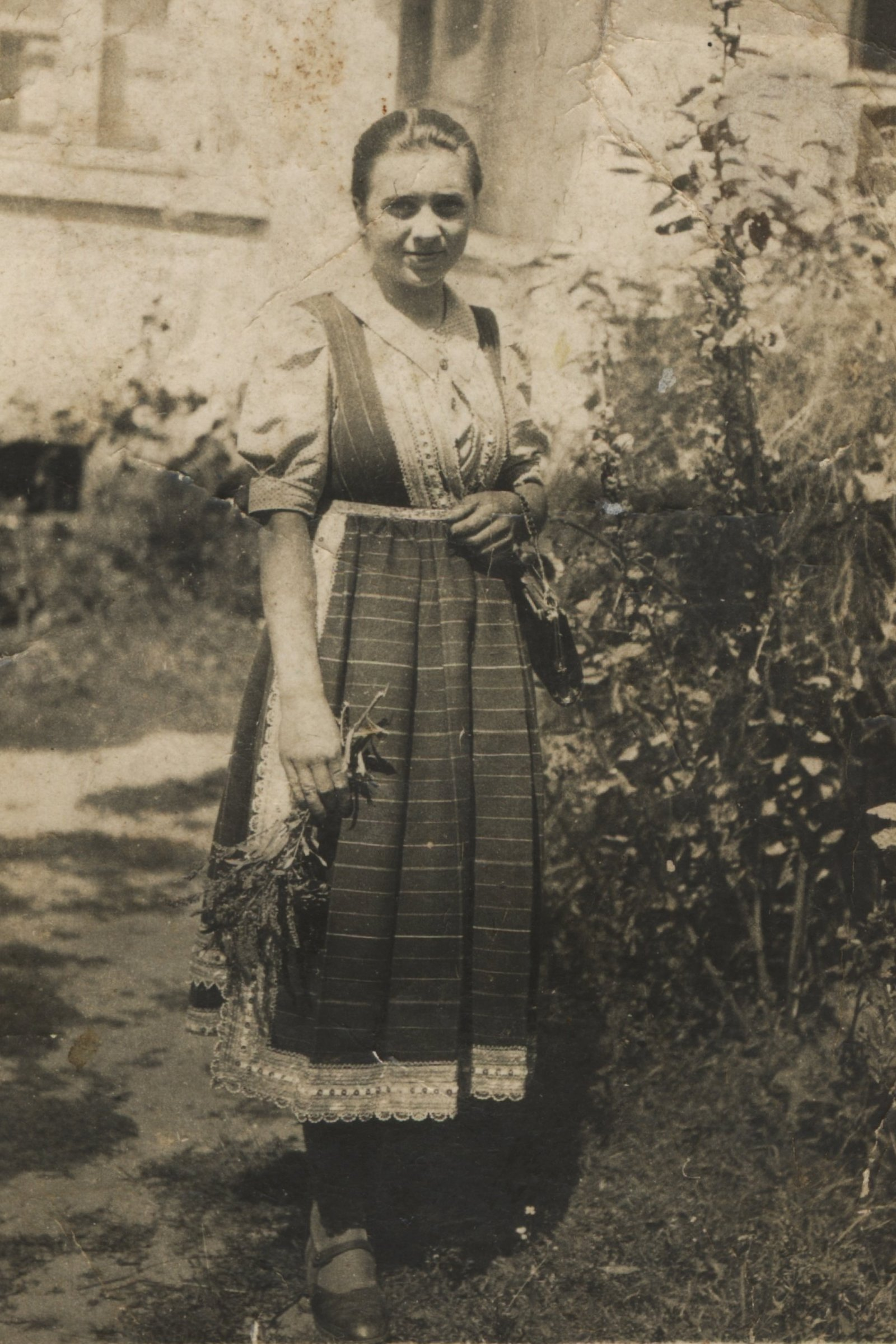
Kobieta z Puszczy Białej
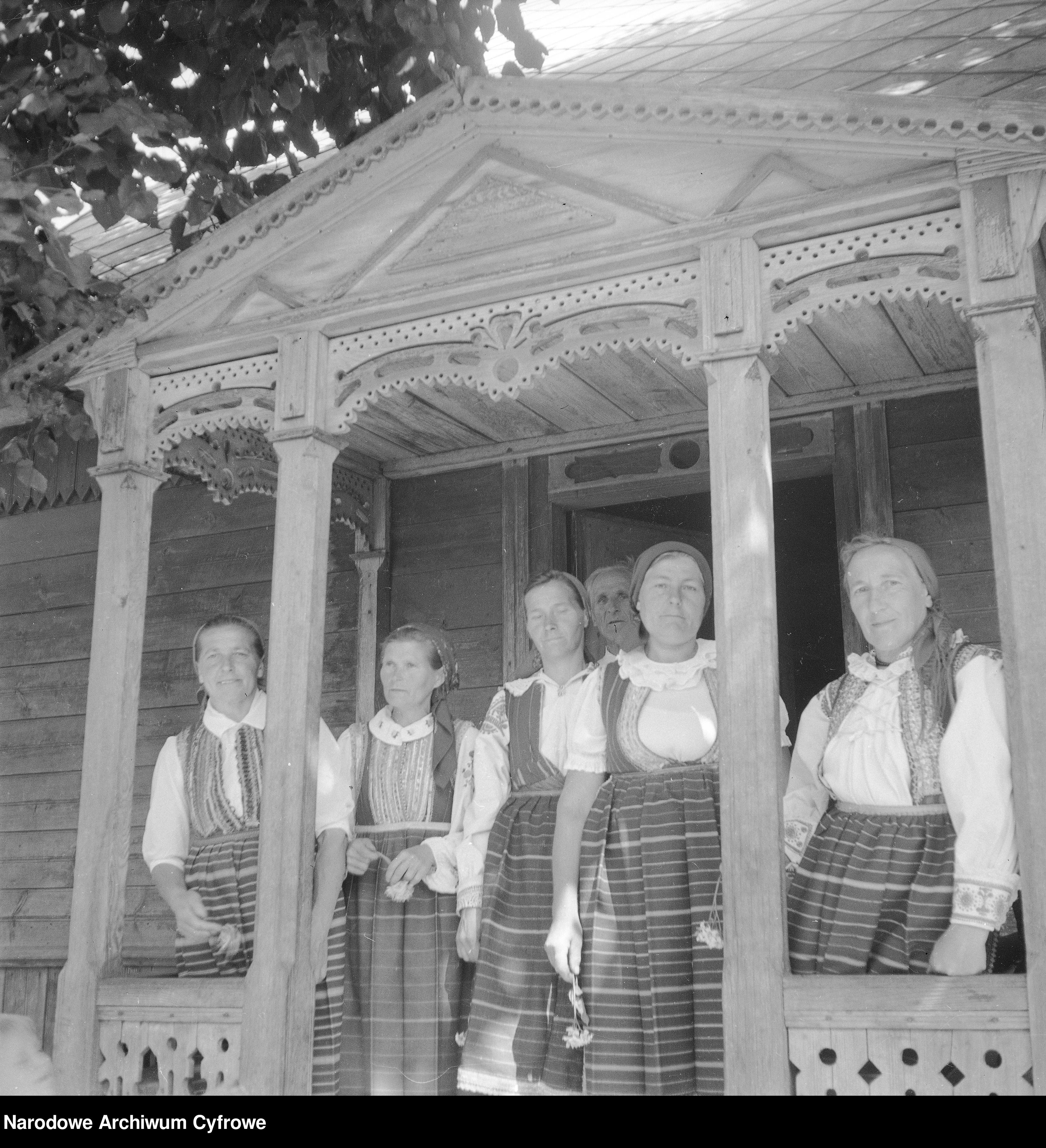
Kobiety w strojach kurpiowskich Puszczy Białej
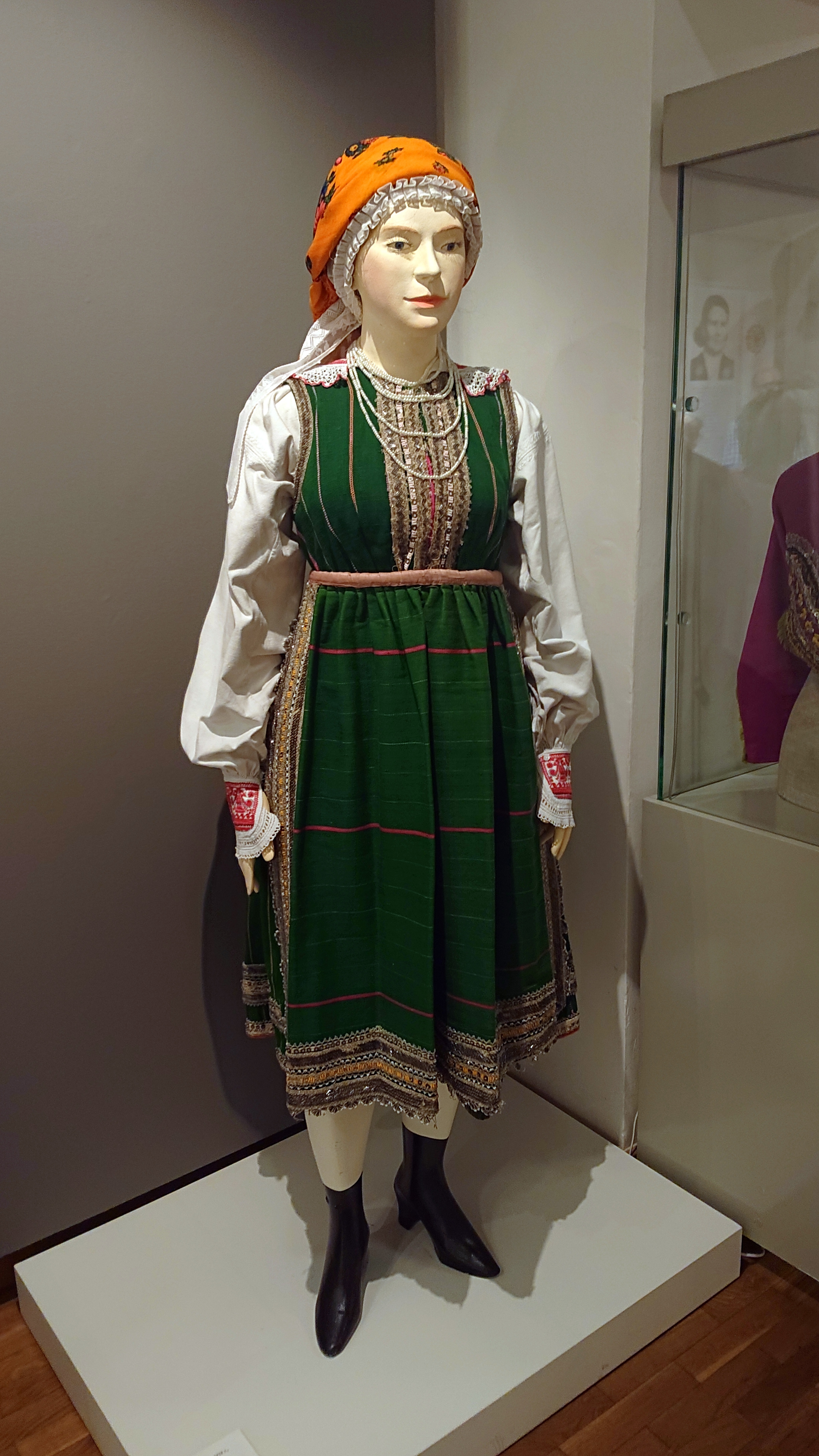
Strój damski z Puszczy Białej
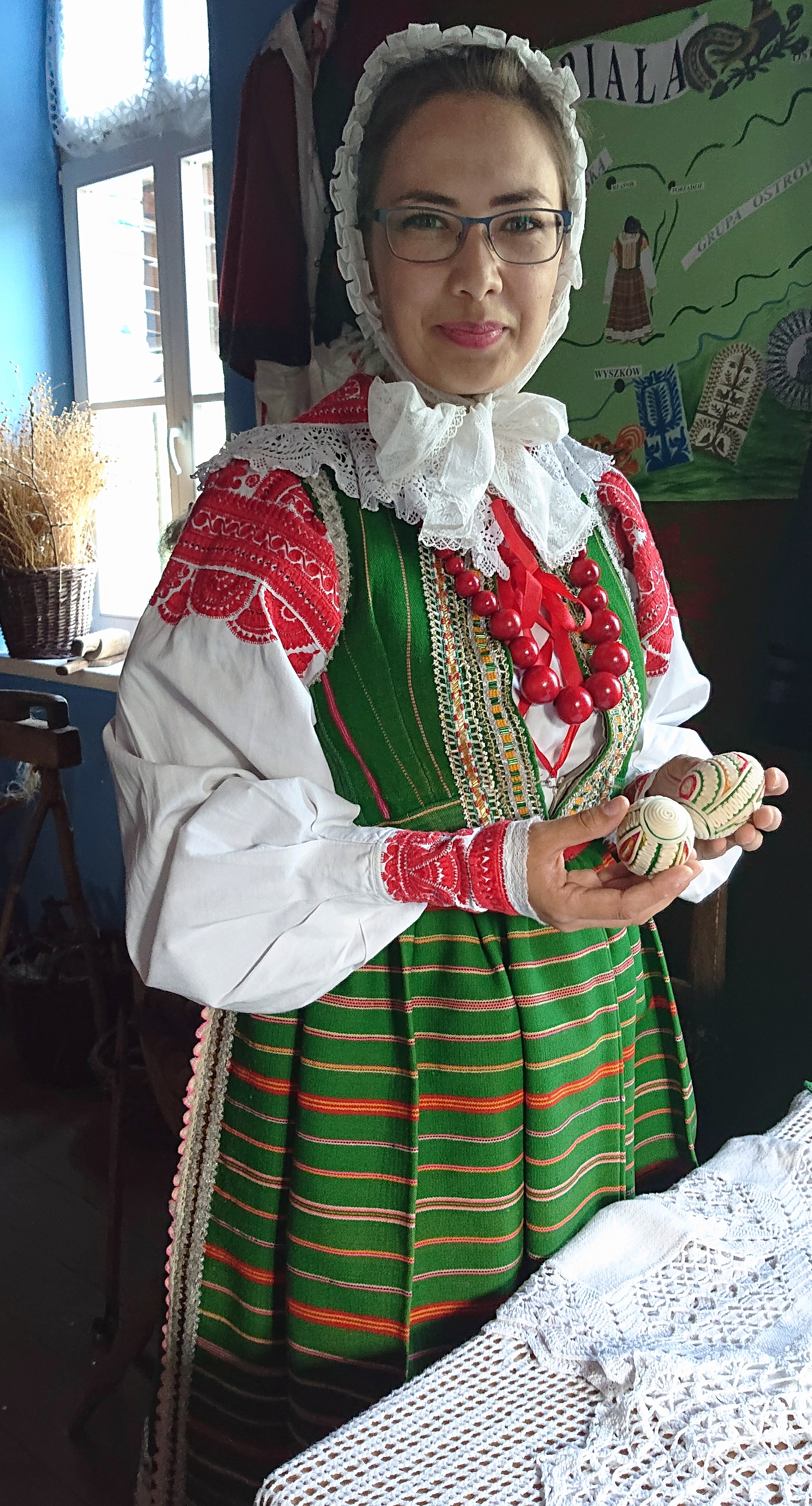
Strój kurpiowski Puszczy Białej
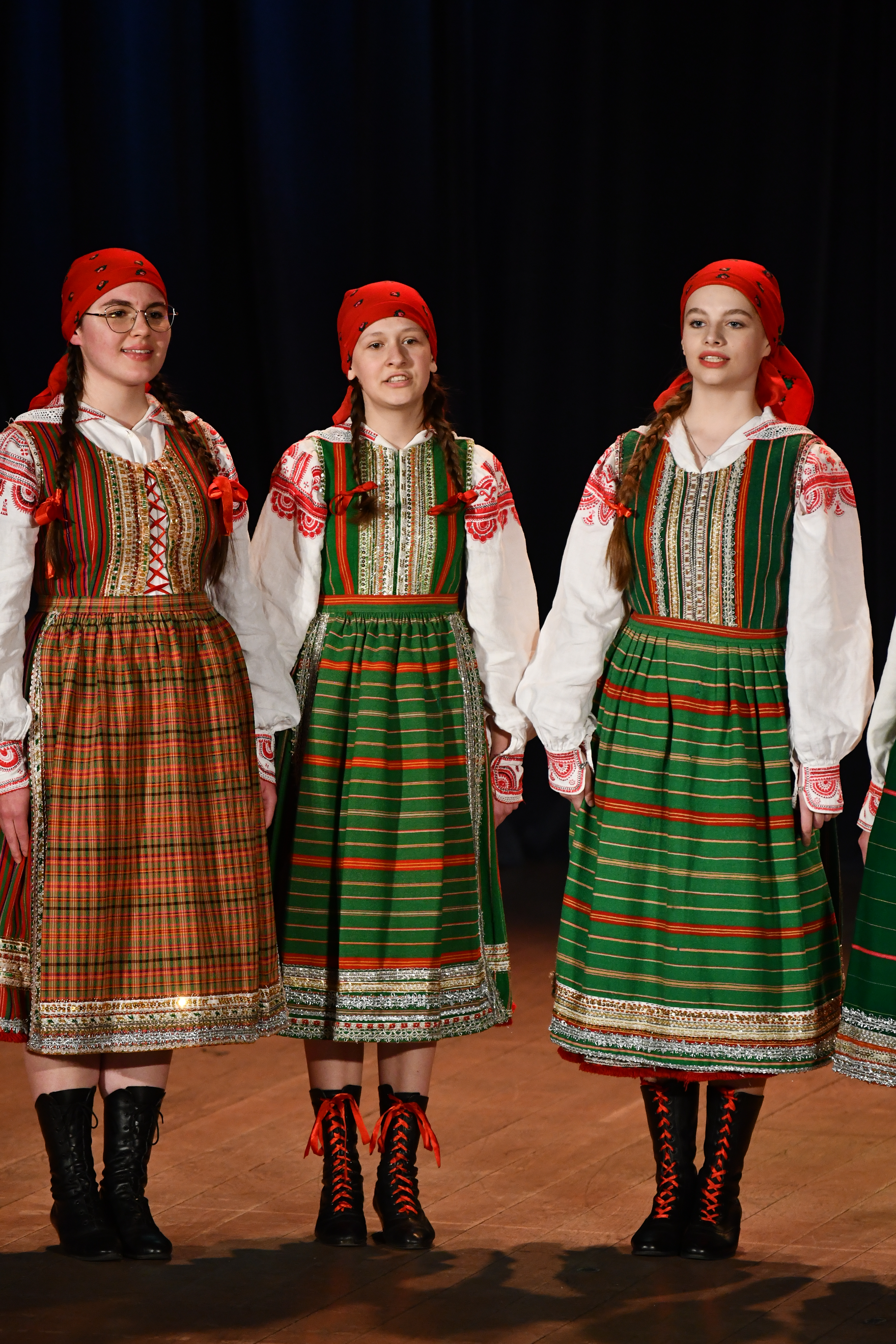
Młode Kurpianki w strojach
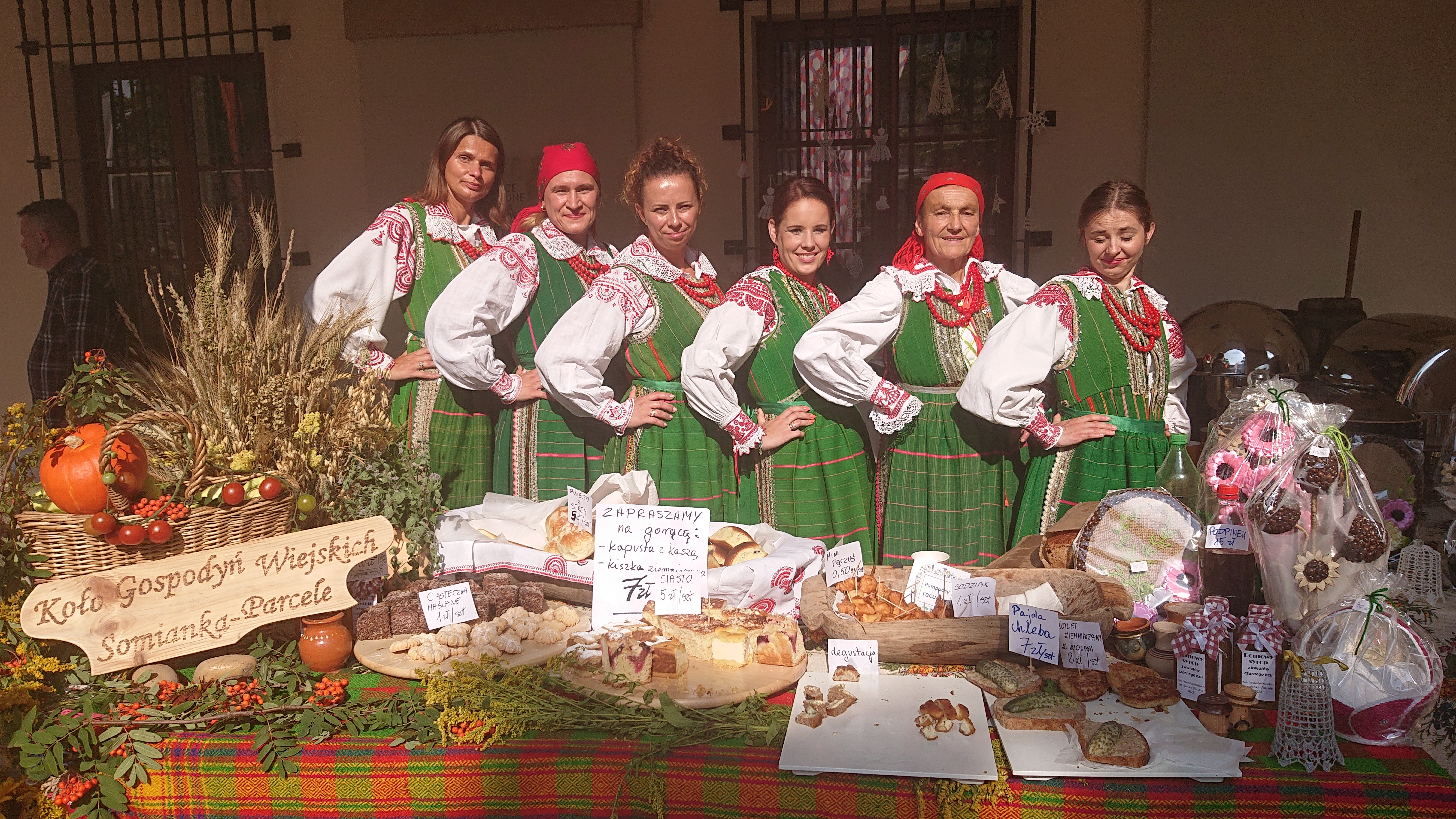
Członkinie KGW z miejscowości Somianka-Parcele w strojach białokurpiowskich
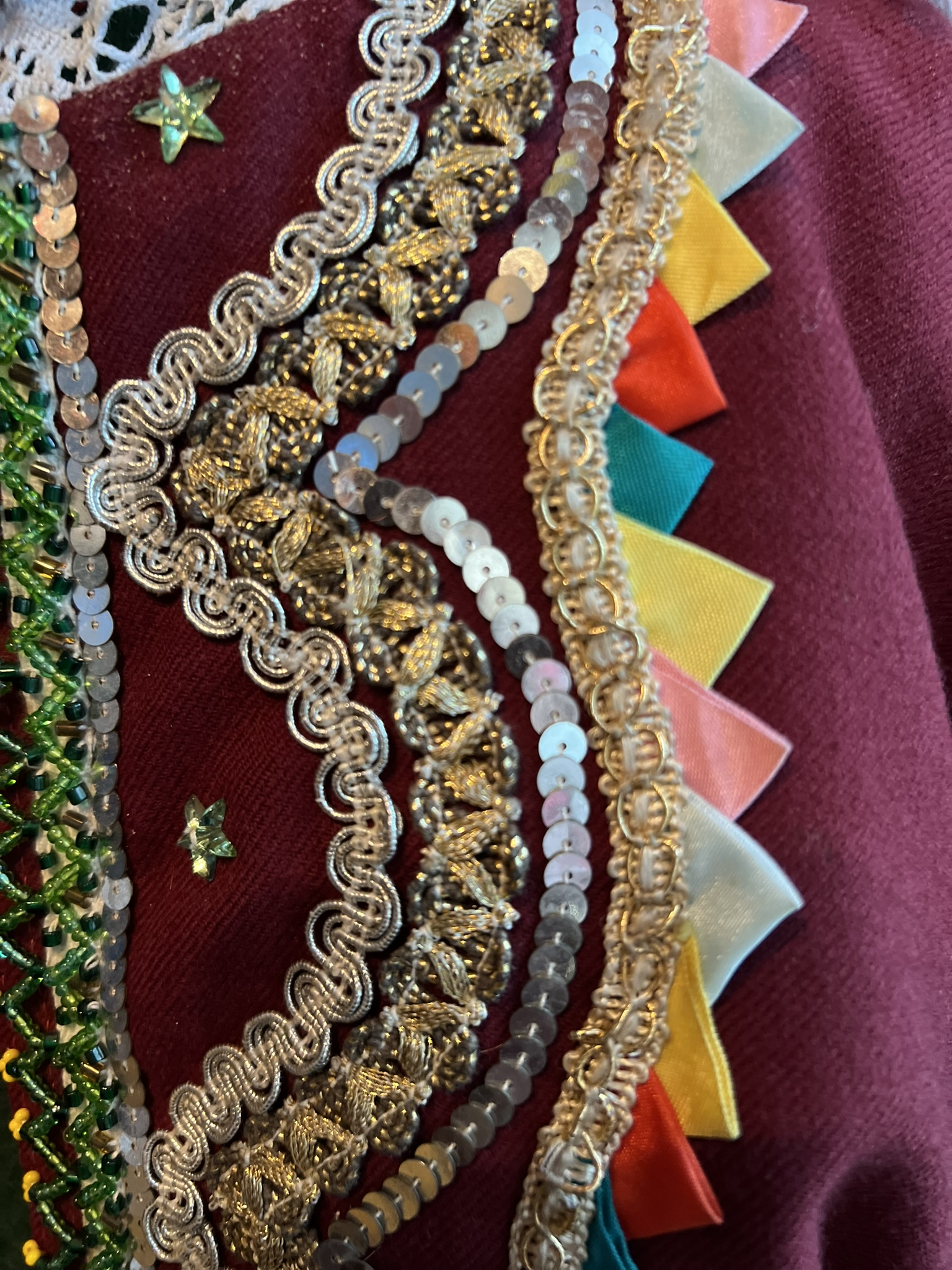
Strój kaftana wolnego
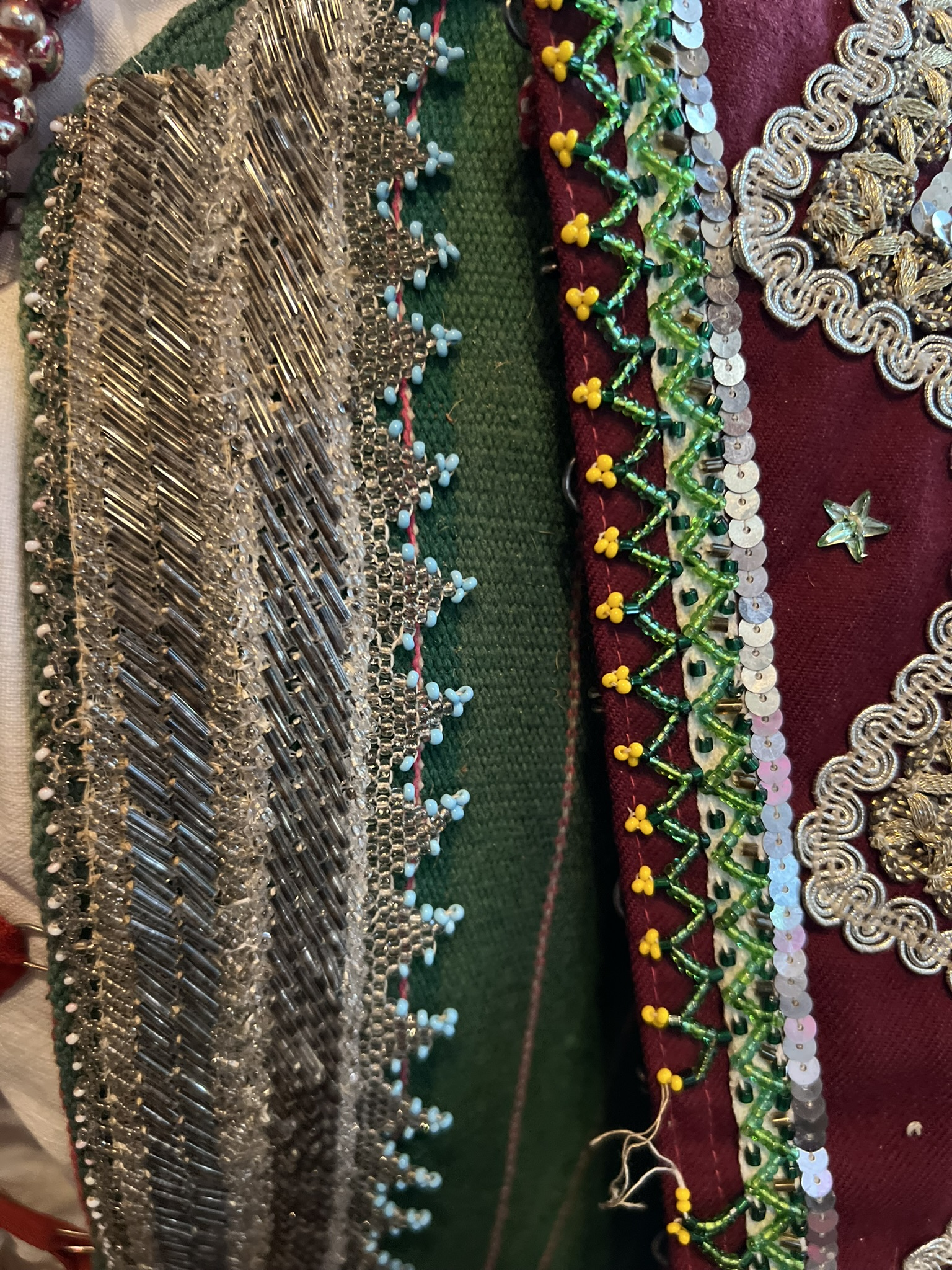
Strój na kaftanie wolnym (po prawej) i kabacie kiecki (po lewej)
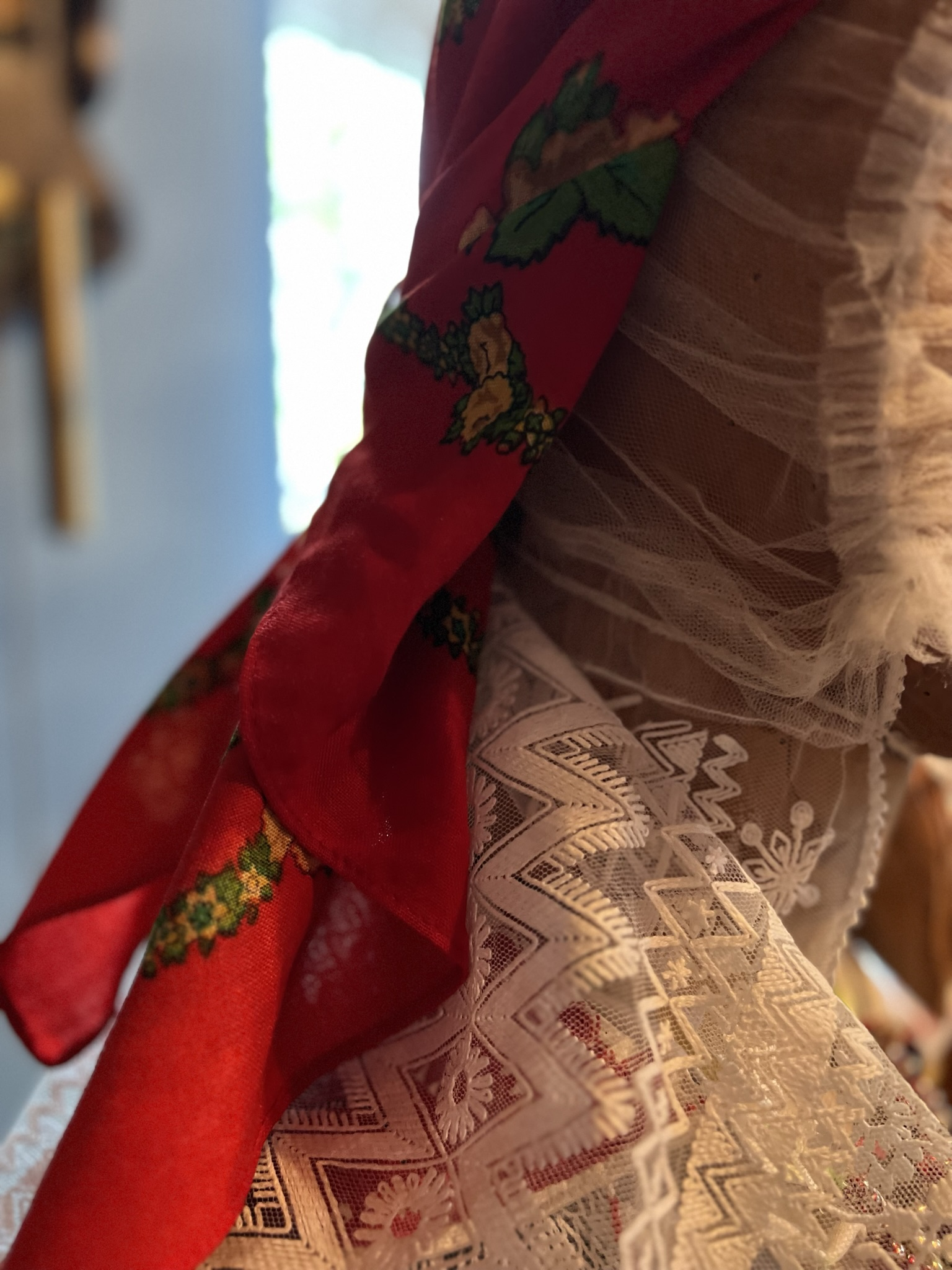
Chusta sialinówka na tiulowym czepku z kacurem
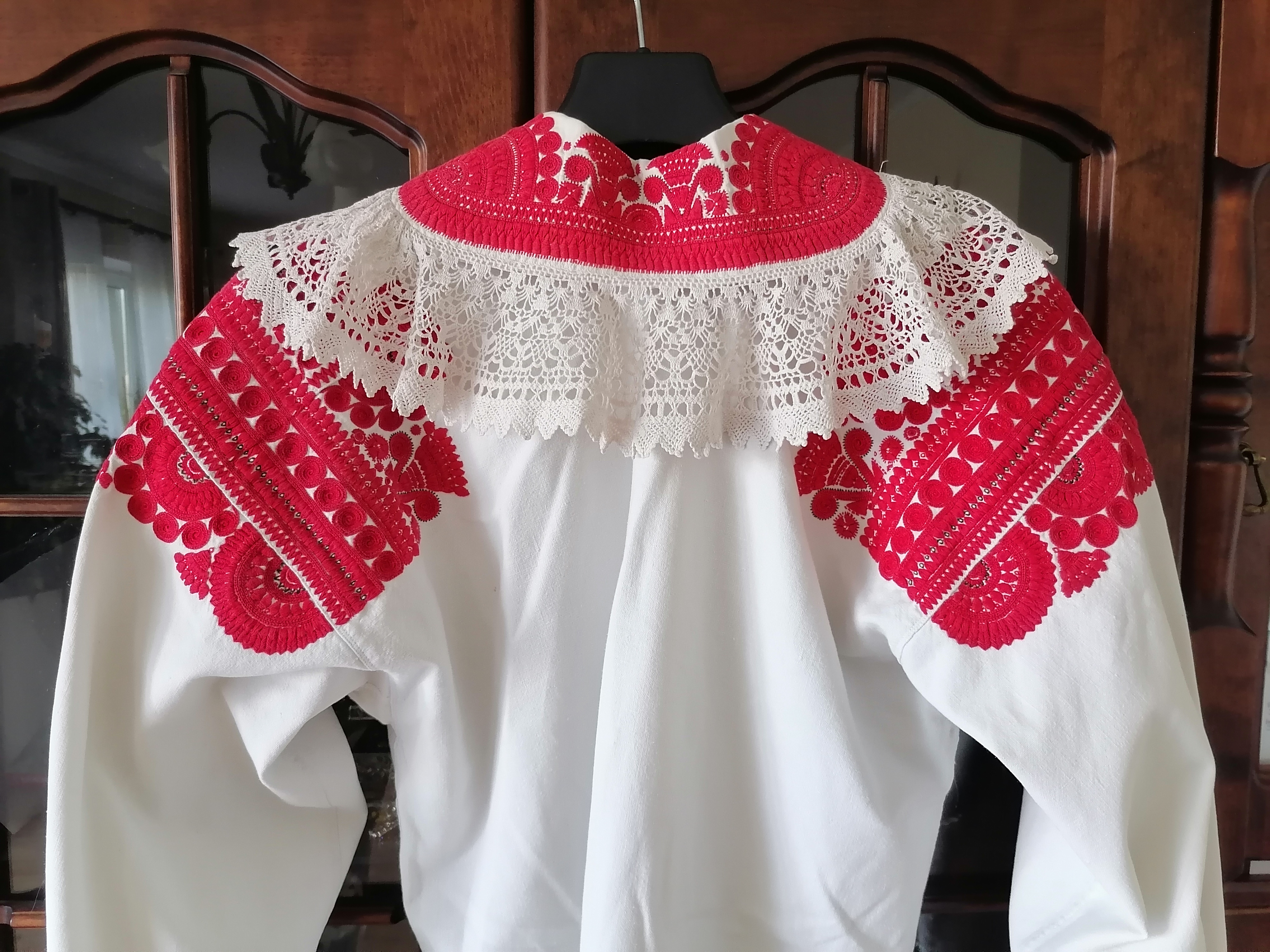
Koszula damska zdobiona czerwonym haftem
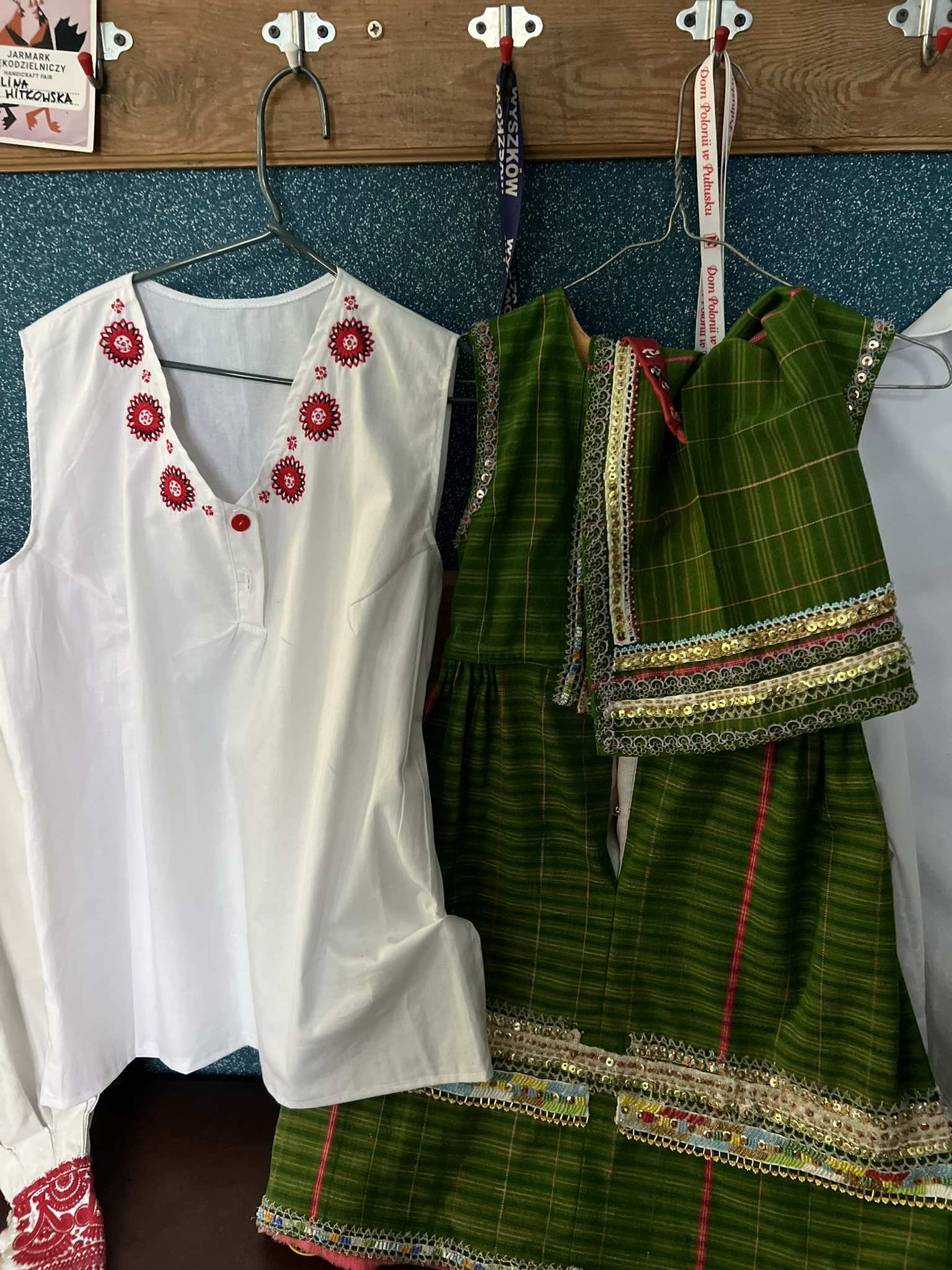
Z lewej koszula z haftem białokurpiowskim, z prawej kiecka z kabatem i fartuch
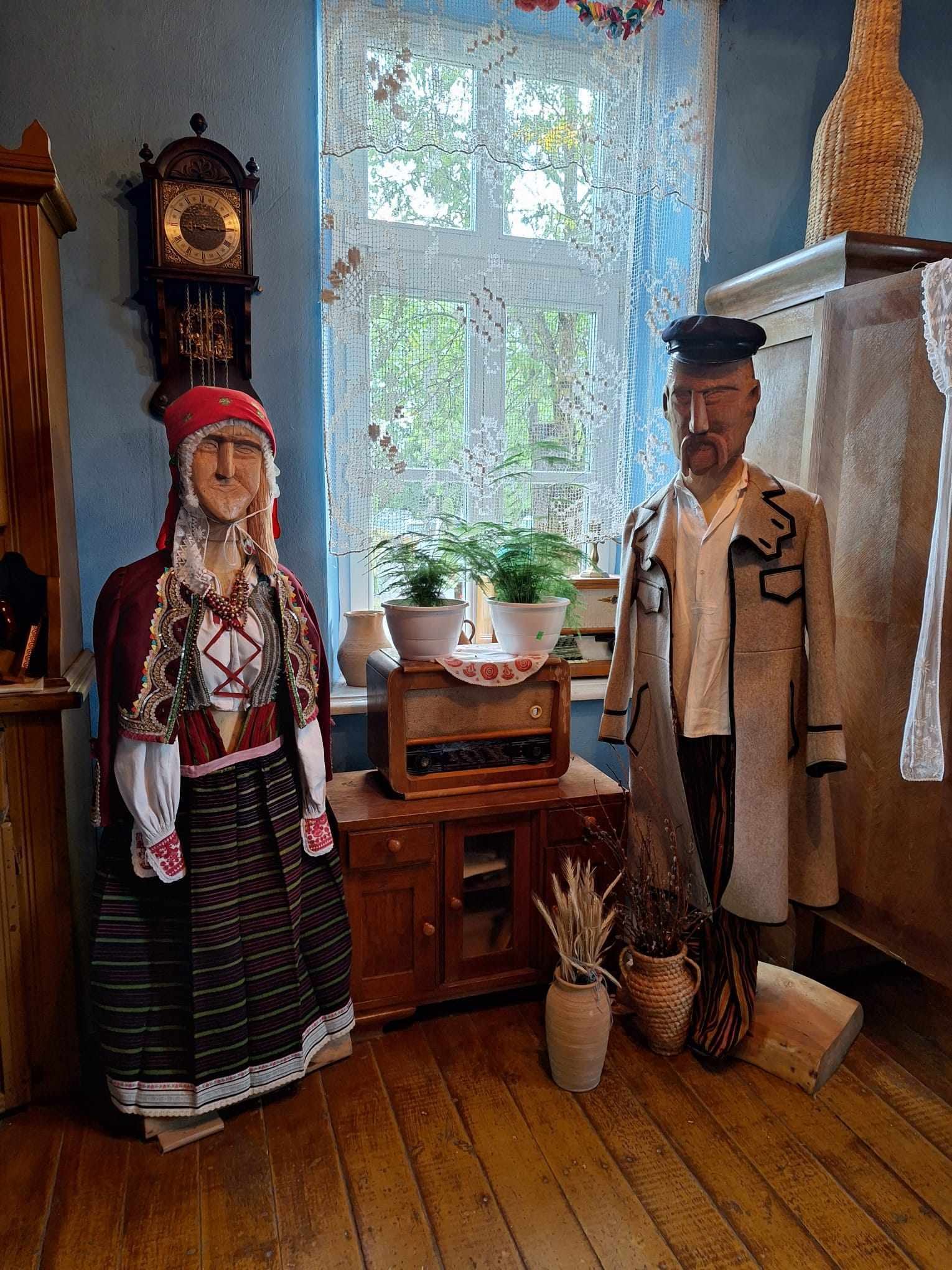
Manekiny w strojach Kurpiów Białych w Kuźni Kurpiowskiej w Pniewie
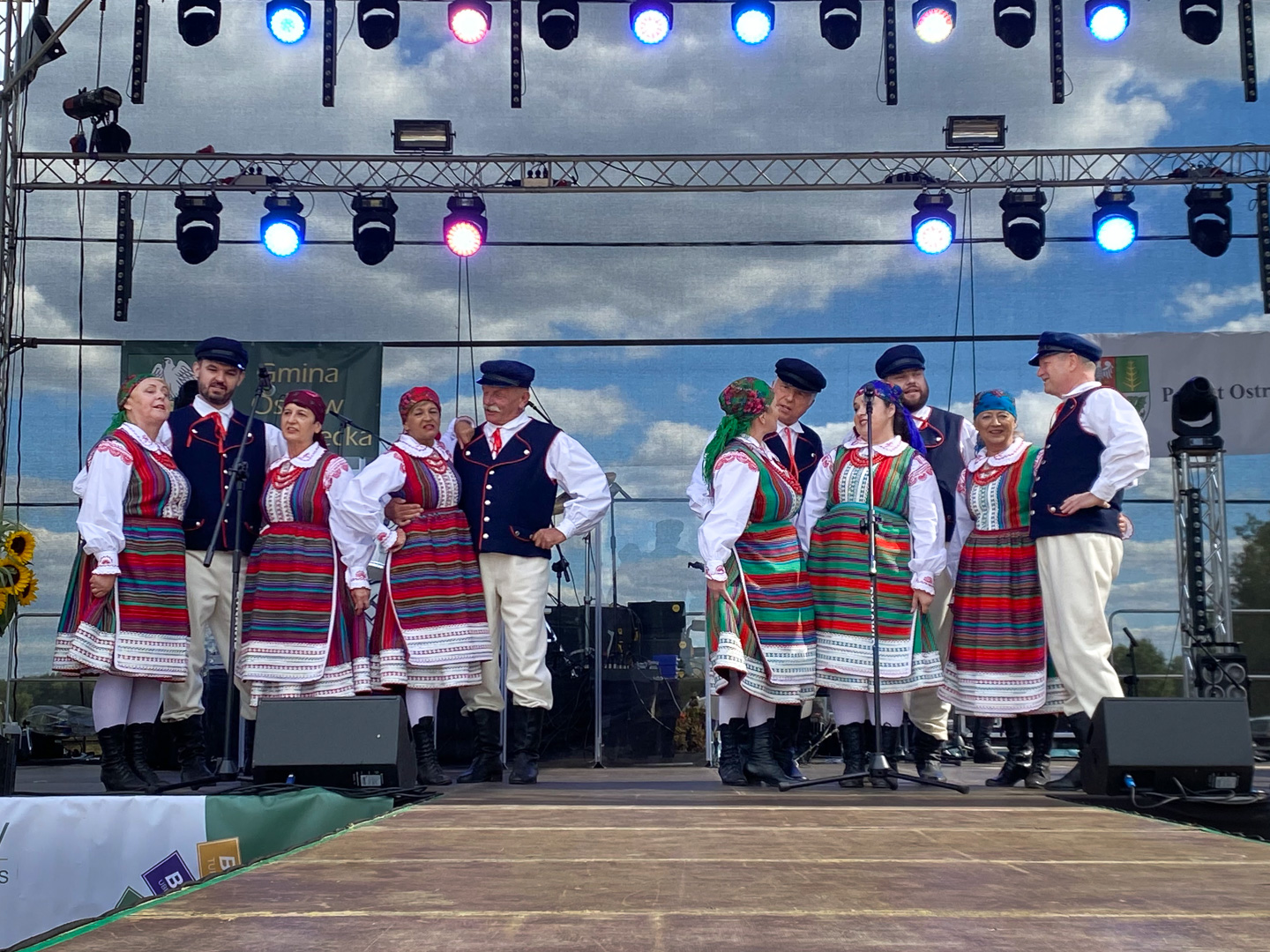
Zespół Pieśni i Tańca „BezWianka” z Ostrowi Mazowieckiej
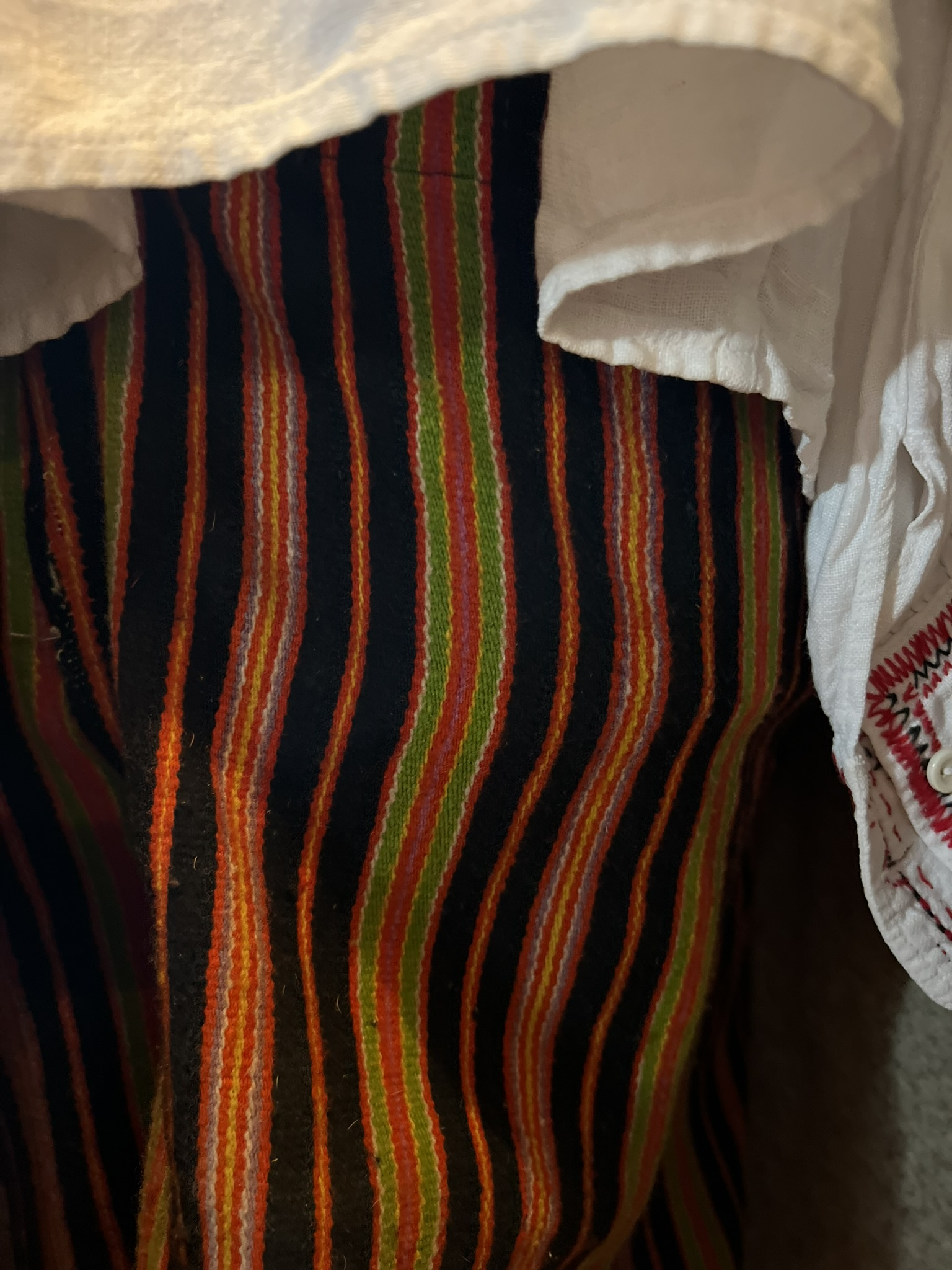
Zbliżenie na męskie portki